# Dolný Kalník
Dolný Kalník – wieś (obec) w północnej Słowacji, w powiecie Martin, w kraju żylińskim. Wieś wzmiankowana po raz pierwszy w 1355 roku jako Kalnok.

## Położenie
Wieś położona jest nad potokiem Kalník na obszarze Kotliny Turczańskiej (a dokładniej w należącej do niej jednostce Sklabinské podhorie).

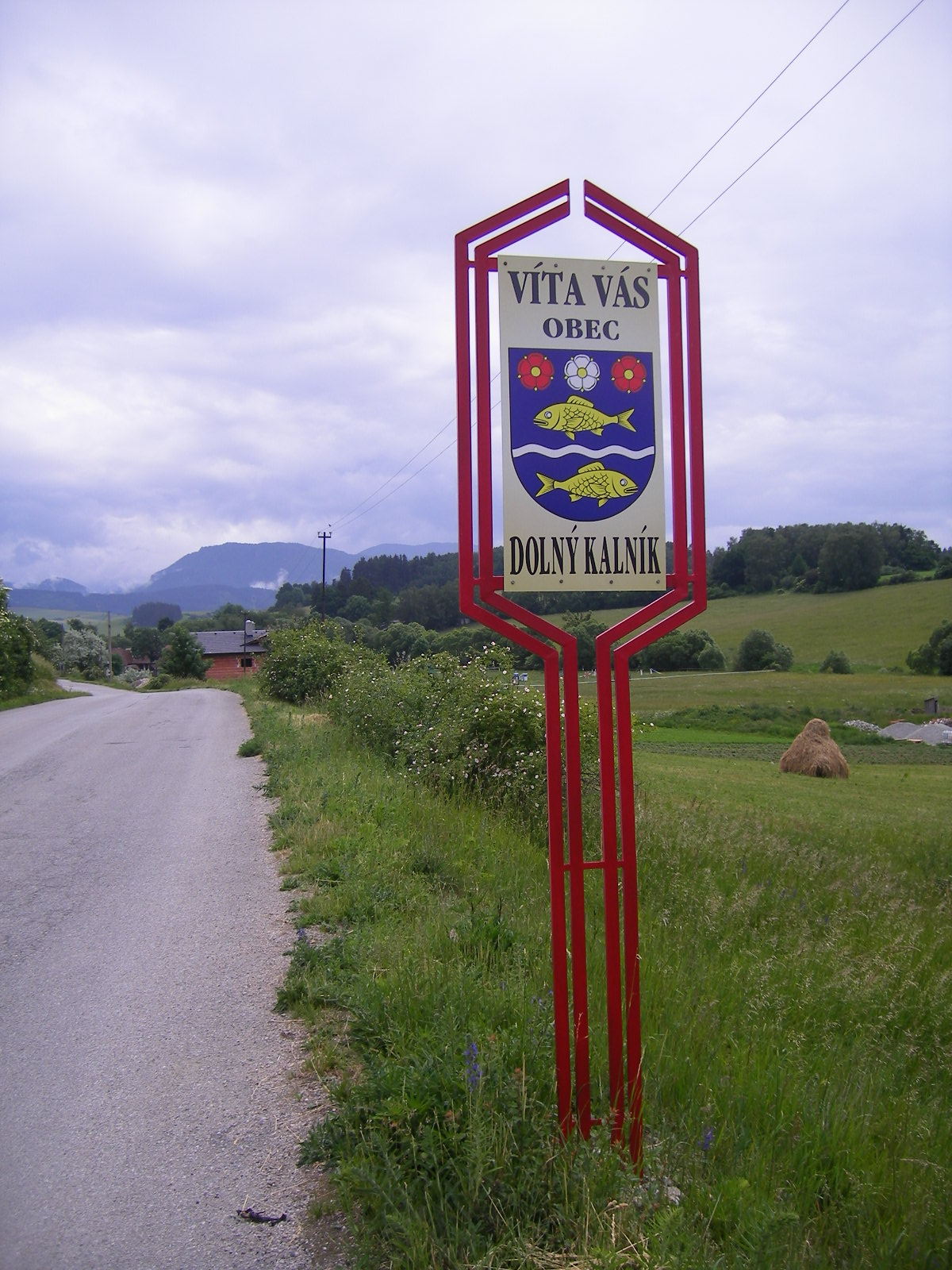
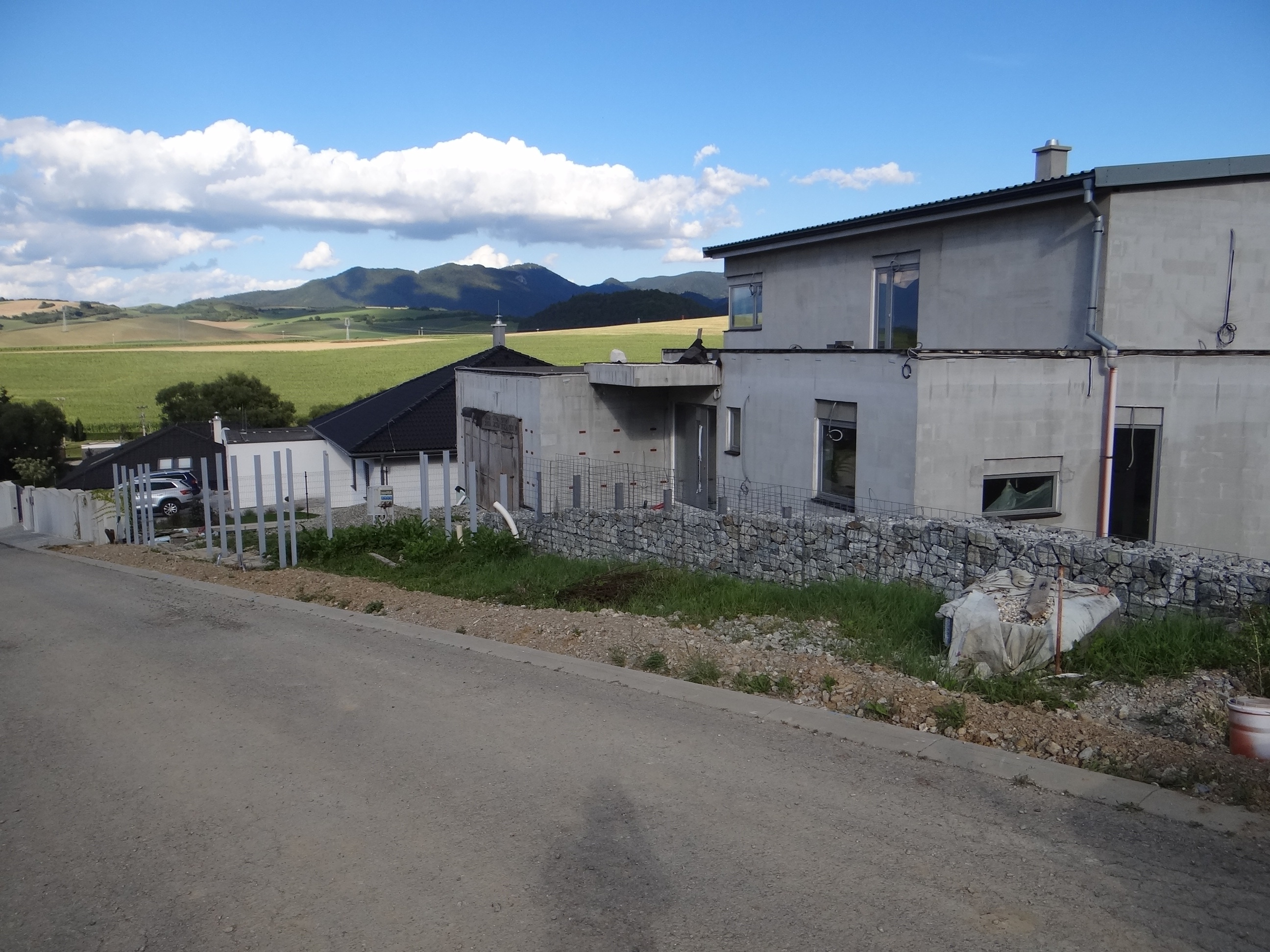
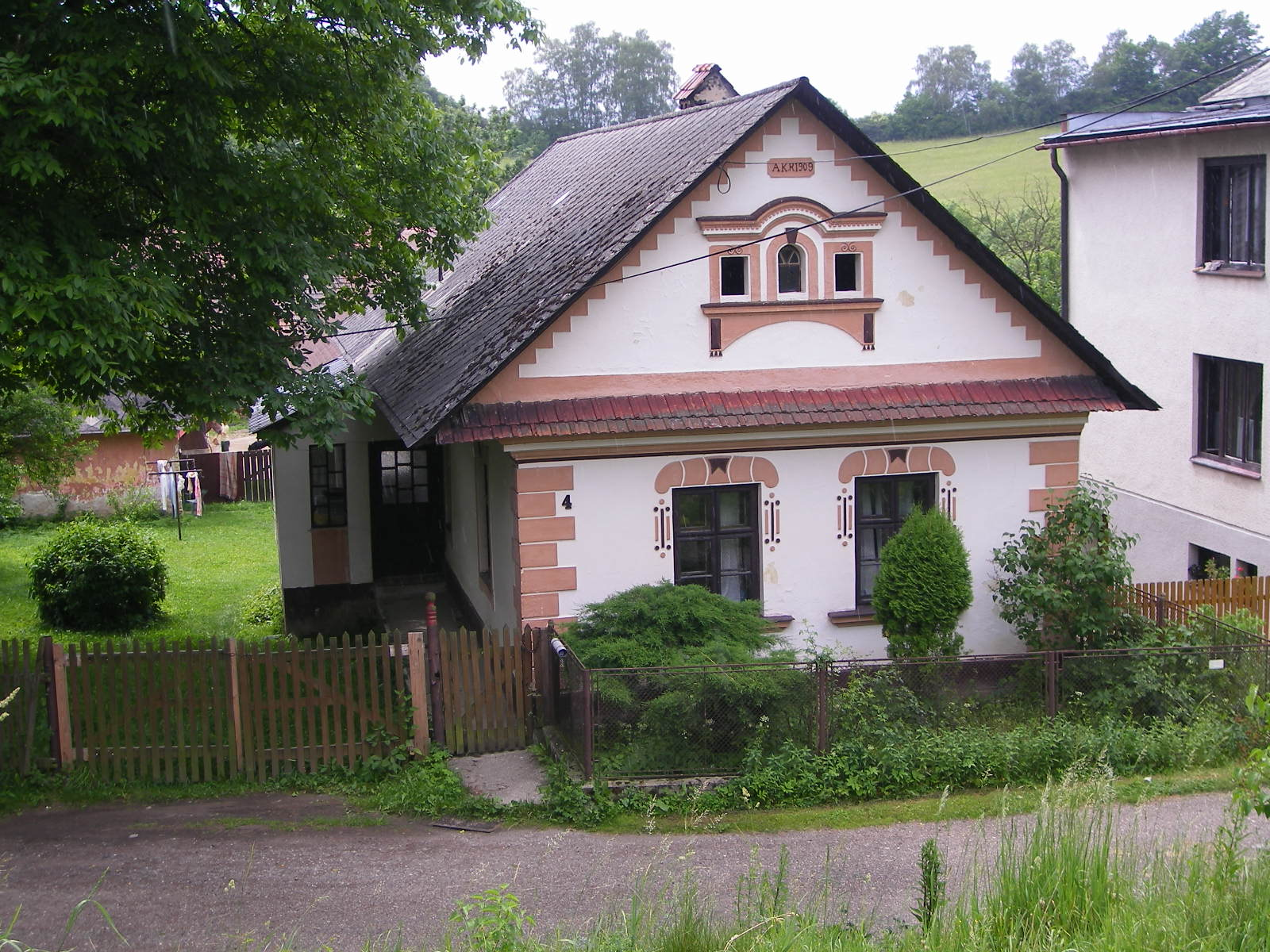
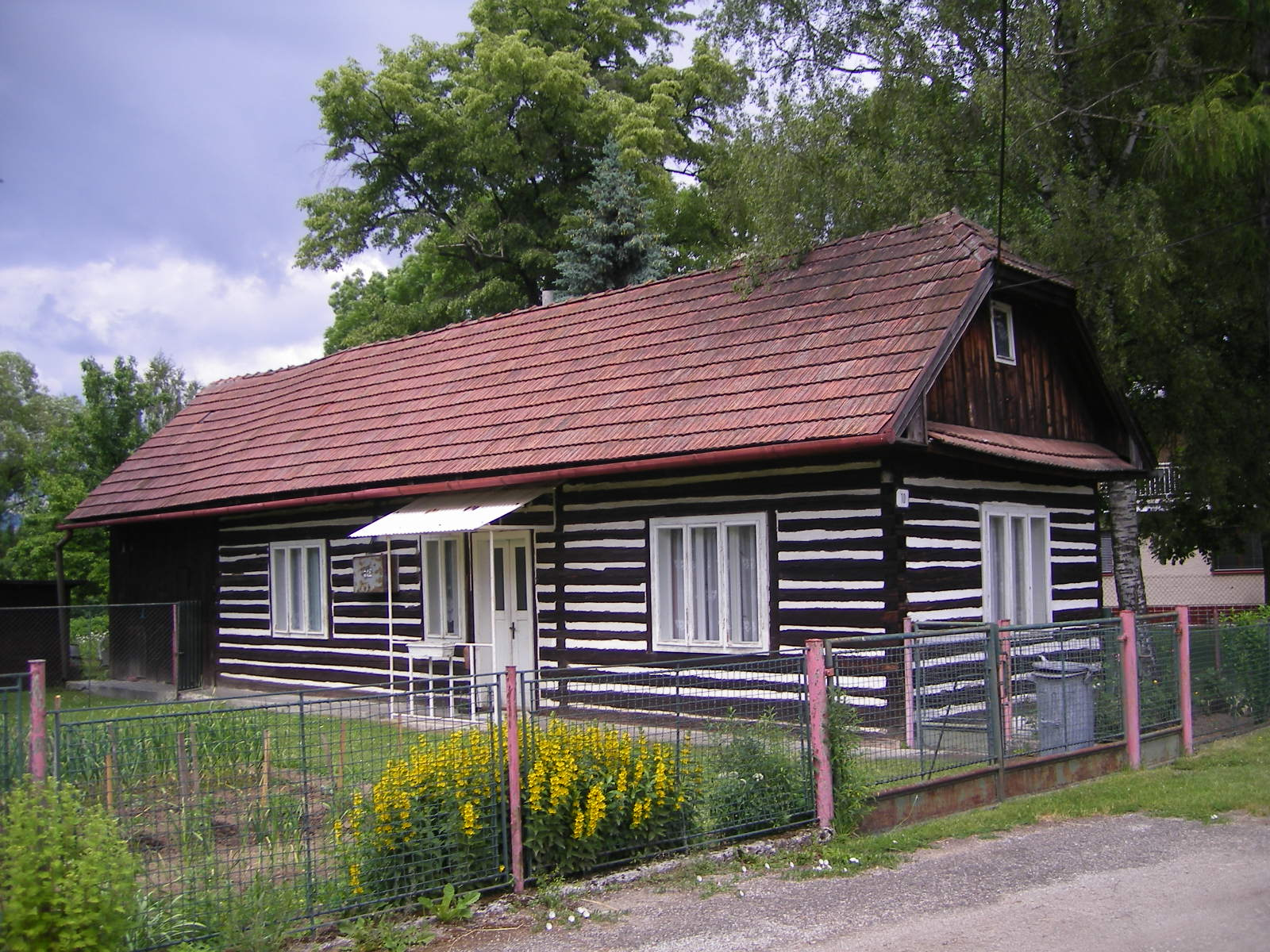